# قطعنامه ۱۱۰۲ شورای امنیت
قطعنامه ۱۱۰۲ شورای امنیت سازمان ملل متحد که در تاریخ ۳۱ مارس ۱۹۹۷ تصویب شد، سندی بین‌المللی دربارهٔ بررسی وضعیت در آنگولا است. این قطعنامه طی نشست ۳۷۵۹ام با ۱۵ رای موافق، ۰ مخالف و ۰ ممتنع تصویب شد.